# Mysz płochliwa
Mysz płochliwa (Mus setulosus) – gatunek gryzonia z rodziny myszowatych, występujący w Afryce Równikowej.

## Klasyfikacja
Gatunek został opisany naukowo w 1876 roku przez W. Petersa. Mysz płochliwa bywa mylona z myszą karłowatą, z którą dzieli obszar występowania i jest spokrewniona.

## Biologia
Gryzonie te żyją na terenach od Sierra Leone do Togo oraz w Kamerunie i sąsiednich państwach nad Zatoką Gwinejską, w północnej Demokratycznej Republice Konga, Sudanie Południowym i Etiopii. Mysz płochliwa zamieszkuje tereny trawiaste otoczone przez wysokopienne lasy tropikalne, oraz rzadziej porośnięte obszary leśne.

## Populacja
Mysz płochliwa występuje na bardzo dużym terytorium, które obejmuje kilka obszarów chronionych i prawdopodobnie jest liczna. Jej populacja jest stabilna, jest ona uznawana za gatunek najmniejszej troski.